# 에티오피아의 경제
에티오피아의 경제는 큰 공공부문을 가진 혼합적이고 과도기적인 경제이다. 에티오피아 정부는 많은 국영기업들을 민영화하고 시장 경제로 나아가는 과정에 있다. 그러나 은행, 통신, 교통 부문은 정부 소유의 회사들이 지배하고 있다.
에티오피아는 세계에서 가장 빠르게 성장하는 경제 중 하나이며 아프리카에서 두 번째로 인구가 많은 나라이다. 지난 정권 동안 정부가 소유했던 많은 부동산들이 현재 민영화되었고 민영화 중에 있다. 그러나, 통신, 금융 및 보험 서비스, 항공 및 육상 운송 서비스, 소매와 같은 특정 부문은 전략 부문으로 간주되며, 가까운 미래에 국가 통제 하에 있을 것으로 예상된다. 에티오피아 인구의 거의 50%가 18세 미만이며, 초등 및 고등 교육 수준의 교육 등록이 크게 증가했음에도 불구하고, 일자리 창출은 교육 기관의 증가된 생산량을 따라잡지 못하고 있다. 에티오피아는 인구 증가에 보조를 맞추기 위해서 매년 수십만 개의 일자리를 만들어야 한다.

## 부문

### 농림어업
2015년 기준으로 농업은 GDP의 40.5%, 수출의 81%, 노동력의 85%를 차지하고 있다. 농산물의 마케팅, 가공, 수출을 포함한 많은 다른 경제 활동들은 농업에 의존한다. 생산은 압도적으로 생계형이며, 상품 수출의 상당 부분은 소규모 농업 현금 작물 부문에 의해 제공된다. 주요 작물에는 커피, 펄(예: 콩), 오일 씨, 곡물, 감자, 사탕수수 및 야채가 포함된다. 수출은 거의 전적으로 농산물 상품이며, 커피는 가장 큰 외환 수입원이며, 꽃 산업은 새로운 수입원이 되었다. 2005/2006년(최신 연도) 에티오피아 커피 수출은 전 세계 수출의 0.9%, 석유 종자와 꽃은 각각 0.5%를 차지했다. 에티오피아는 아프리카에서 두번째로 큰 옥수수 생산국이다. 2000년에 에티오피아의 가축은 총 GDP의 19%에 기여했다.
2008년부터 사우디아라비아와 같이 대부분의 식량을 수입하는 일부 국가들은 에티오피아와 같은 개발도상국에서 대규모 경작지의 구입과 개발을 계획하기 시작했다. 이 땅을 차지함으로써, 국내 인구가 부족해지는 가운데, 보다 부유한 국가들로 식량이 수출될 수 있다는 우려가 커지고 있다.
산림 생산물은 주로 건설에 사용되는 통나무이다. 임학 특성은 건설 및 제조에 사용되며 에너지원으로 사용된다.
에티오피아 어업은 해양 해안선이 없기 때문에 완전히 민물이다. 2007년 이후 총생산이 지속적으로 증가하고 있지만, 어업은 경제의 매우 작은 부분이다. 낚시는 대개 장인적이다. 2014년에는 약 45,000명의 어부가 이 분야에 고용되었으며, 이들 중 30%만이 정규직으로 고용되었다.

### 섬유산업
H&M, 캘빈 클라인 같은 브랜드에서 일하는 에티오피아 의류 공장 직원들은 한 달에 26달러의 월급을 받는다. 매우 낮은 임금 때문에 생산성이 떨어지고, 파업이 잦아졌으며, 이직률이 높았다. 뉴욕 대학교 스턴 비즈니스 및 인권 센터의 2019년 보고서에 따르면 일부 공장은 평균 12개월마다 직원을 교체하고 있다.

### 제조업
국영기업을 민영화하기 위한 프로그램이 1990년대 후반부터 진행되어 왔다. 에티오피아에서 제조업이 크게 성장해 왔다. 몇몇 산업단지가 직물에 중점을 두고 건설되었다.

### 관광업
도매 및 소매 무역, 교통 및 통신 외에도 서비스 부문은 거의 전체가 관광 산업으로 구성되어 있다. 1960년대에 개발된 관광산업은 1970년대 후반과 1980년대 군사정권하에서 크게 감소하였다. 복구는 1990년대에 시작되었지만, 중소형 호텔과 레스토랑 건설 붐, 가뭄의 영향, 1998년~2000년 에리트레아와의 전쟁, 테러의 망령에도 불구하고 적절한 호텔과 기타 인프라의 부족으로 인해 성장이 제한되었다. 2002년에는 156,000명 이상의 관광객들이 이 나라에 입국했으며, 이들 중 다수는 7,700만 달러 이상을 소비하며 외국에서 온 에티오피아인들이다. 2008년에는 에티오피아에 들어오는 관광객의 수가 33만 명으로 증가했다.

## 대외 무역

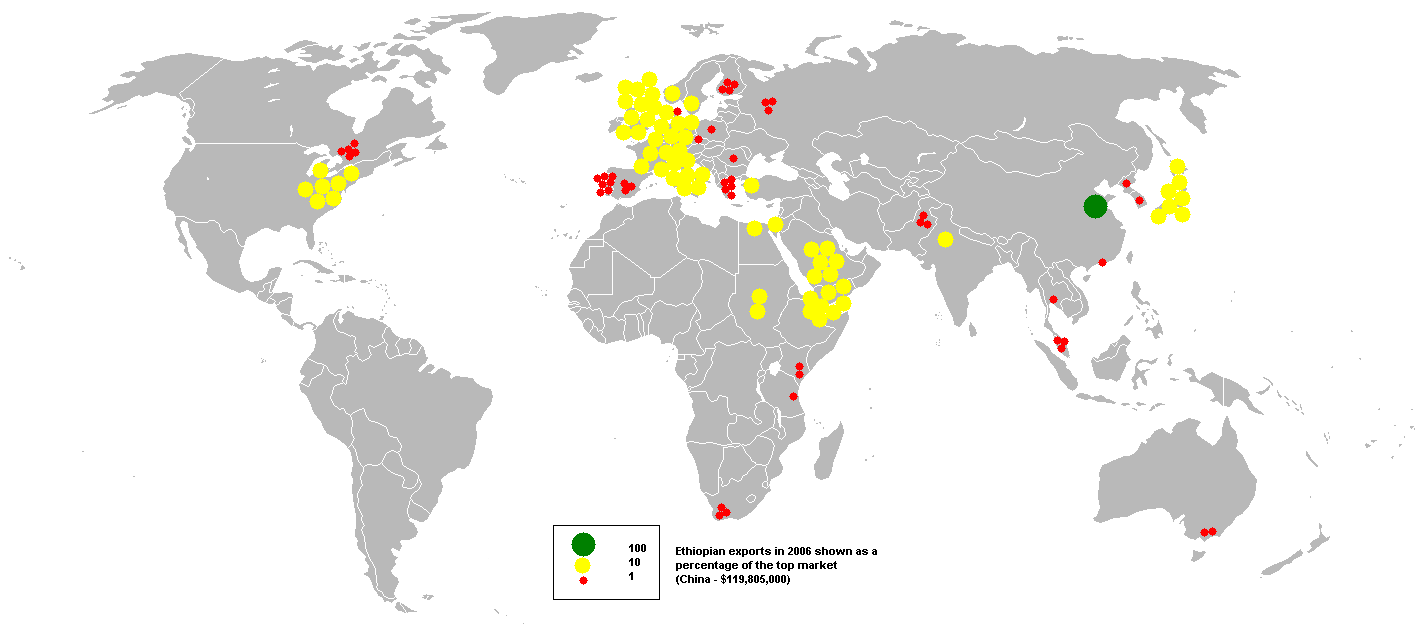
2006년 에티오피아의 수출

2013년까지 주요 농산물 수출 작물은 커피였으며, 에티오피아 외환 수입의 약 26.4%를 차지했다. 2014년 초에는 석유 종자 수출이 더 중요해졌다. 커피는 에티오피아 경제에 매우 중요하다. 1,500만 명 이상의 사람들이 커피 부문에서 그들의 생계를 이어간다.

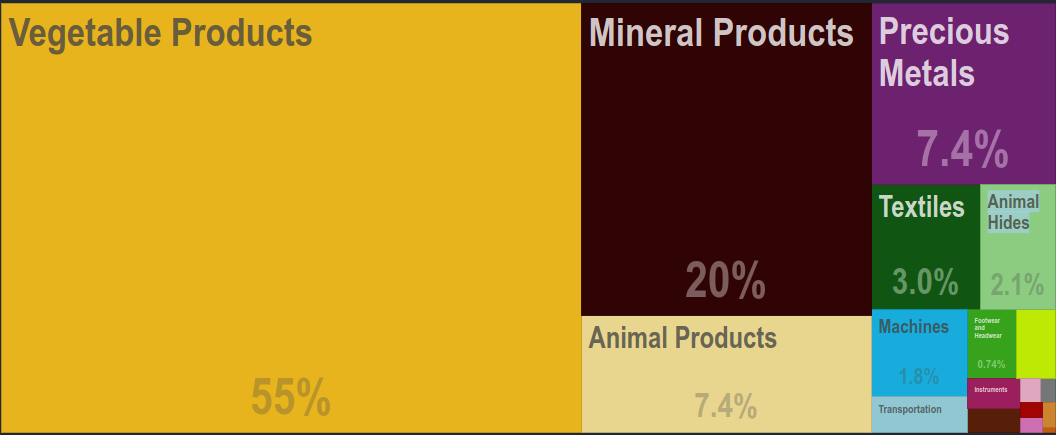
MIT-하버드 경제 복합 관측소의 에티오피아 수출 트리맵 (2014년)

다른 수출품에는 살아있는 동물, 가죽 및 가죽 제품, 화학 물질, 금, 펄, 오일 씨, 꽃, 과일 및 야채, 씹을 때 향정신성의 특성을 갖는 잎이 많은 관목인 까트가 포함된다. 목회자들에 의한 국경간 무역은 종종 비공식적이며 국가의 통제와 규제를 벗어난다. 동아프리카에서는 국경 간 교역의 95% 이상이 비공식 채널을 통해 이루어지며 소말리아, 케냐 및 지부티에 판매되는 살아있는 소, 낙타, 양 및 염소의 비공식 거래는 연간 미화 2억 5천만 달러에서 3억 달러 사이의 총 가치를 창출한다(공식 수치의 100배 이상). 이 무역은 식품 가격을 낮추고, 식량 안보를 강화하며, 국경 긴장을 완화하며, 지역 통합을 촉진하는 데 도움이 된다. 그러나 이 무역의 규제되지 않고 문서화되지 않은 성격으로 인해 질병이 국경을 넘어 더 쉽게 확산되는 것과 같은 위험이 있다. 게다가 에티오피아 정부는 세수와 외환수입의 손실에 대해 불만족스러워하고 있다고 한다. 최근의 계획들은 이 거래를 문서화하고 규제하기 위해 노력해왔다.
환차익을 위해 몇몇 취약한 작물에 의존하고 수입 석유에 의존하는 에티오피아는 충분한 외환이 부족하다. 재정적으로 보수적인 정부는 이 문제를 해결하기 위해 엄격한 수입 규제와 휘발유 소매가격에 대한 보조금을 대폭 삭감하는 등 조치를 취했다. 그럼에도 불구하고, 대부분의 생계형 경제는 높은 군사비, 가뭄 완화, 야심찬 개발 계획 및 석유와 같은 필수불가결한 수입을 지원할 능력이 없다. 따라서 외국의 원조에 달려 있다.
1999년 12월 에티오피아는 말레이시아 석유회사인 페트로나스 회사와 14억 달러의 합작 계약을 체결하여 소말리주에 거대한 천연가스전을 개발했다. 그러나 2010년이 되자 실행은 진척되지 않았고 페트로나스는 그 몫을 다른 석유 회사에 팔았다.

## 같이 보기
- 경제특구
- 유엔 아프리카 경제 위원회